# Hans-Jürgen Soehring
Hans-Jürgen Soehring (auch: Hans Jürgen Soehring; * 23. Juli 1908 in Konstantinopel; † 9. Oktober 1960 im Fluss Kongo, Demokratische Republik Kongo) war ein deutscher Jurist, Autor und Diplomat.

## Leben
Hans-Jürgen Soehring wurde als Sohn des Lehrers und späteren Diplomaten Otto Soehring in Konstantinopel geboren und ging unter anderem in Konstantinopel, Köslin, und Davos zur Schule. Nach dem Abitur in Berlin 1927 studierte er in Leipzig, Berlin, Grenoble, Paris und London und schließlich Kiel Rechts- und Staatswissenschaften und legte 1932 in Kiel sein erstes sowie im Oktober 1936 sein zweites Staatsexamen ab.
1937 trat er in die NSDAP ein. Nach einer einjährigen kaufmännischen Tätigkeit war Soehring von 1937 bis 1945 Soldat. Er wurde der Rechtsabteilung des Oberkommandos der Luftwaffe zugeteilt und Kriegsrichter auf Probe. Als solcher wurde er bei der Legion Condor in Spanien beschäftigt, später als Feldrichter der Luftwaffe im Range eines Oberstleutnants im von den Deutschen besetzten Paris. Dort unterhielt er eine Liebesbeziehung zu der französischen Schauspielerin Arletty (1898–1992). 1943 wurde Soehring zum Unteroffizier degradiert und an die Front geschickt, konnte jedoch den Briefkontakt zu Arletty aufrechterhalten. Später wurde er erneut Offizier und für das Reichskriegsgericht tätig, für das er ein Dossier über den Bund Deutscher Offiziere und das Nationalkomitee Freies Deutschland anlegen sollte.
Nach dem Krieg lebte Soehring in Marquartstein im Hause der Familie des ehemaligen Konsuls Karl Pistor und lernte dort dessen Tochter Anneliese kennen. Er arbeitete als Schriftsteller und gehörte zu den Mitgliedern der Gruppe 47. In dieser Zeit verfasste er den 1948 erschienenen Erzählband Cordelia sowie den 1950 erschienenen Roman Casaducale. Mit Arletty hatte er weiterhin Kontakt und ein Liebesverhältnis. 1949 heiratete er Anneliese Pistor, ging mit dieser nach Argentinien und wurde Vater zweier Söhne.
Im Januar 1954 trat Soehring in den Dienst des Auswärtigen Amtes der Bundesrepublik Deutschland ein. Bis 1957 war er Konsul Erster Klasse in Luanda in Portugiesisch Angola. Am 6. Mai 1957 übernahm er die Leitung der konsularischen Vertretung in Léopoldville in Belgisch-Kongo und wurde am 30. November 1958 dort zum Generalkonsul ernannt. Nach der Unabhängigkeit der Republik Kongo am 30. Juni 1960 erhielt er Anfang Juli 1960 das Agrément als Botschafter. Er starb im Oktober 1960 bei einem Bad im Kongo-Fluss. 

## Veröffentlichungen
- Cordelia. Erzählungen. Desch, München 1948.[2]
- Drei Dollars [Erzählung]. In: Glanz.  1, 1949, Heft 3, S. 22–23
- Schweigsame Rast [Erzählung]. In: Westermanns Monatshefte. 90, 1949/50, Heft 6, S. 9–20.
- Casaducale. Roman. S. Fischer, Frankfurt 1950.[3]
- Nocturno 1941. Hörspiel BR 1950.[4]

Übersetzungen
- Jacques Constant: Flucht in den Frieden. Hörspiel, BR 1949.[5]
- Charles Lindbergh: Mein Flug über den Ozean. S. Fischer, Frankfurt 1954.